# Lucapinella
Lucapinella là một chi ốc biển, là động vật thân mềm chân bụng sống ở biển trong họ Fissurellidae.

## Các loài
Các loài trong chi Lucapinella gồm có:
- Lucapinella limatula (Reeve, 1850)[2]
- Lucapinella versluysi Dautzenberg, 1900[3]